# Bennington (Nebraska)
Bennington és una població dels Estats Units a l'estat de Nebraska. Segons el cens del 2000 tenia 937 habitants.

## Demografia
Segons el cens del 2000, Bennington tenia 937 habitants, 346 habitatges, i 255 famílies. La densitat de població era de 927,6 habitants per km².
Dels 346 habitatges en un 40,5% hi vivien nens de menys de 18 anys, en un 58,4% hi vivien parelles casades, en un 11,3% dones solteres, i en un 26,3% no eren unitats familiars. En el 22,5% dels habitatges hi vivien persones soles el 12,7% de les quals corresponia a persones de 65 anys o més que vivien soles. El nombre mitjà de persones vivint en cada habitatge era de 2,71 i el nombre mitjà de persones que vivien en cada família era de 3,23.
Per edats la població es repartia de la següent manera: un 30,6% tenia menys de 18 anys, un 8% entre 18 i 24, un 30,3% entre 25 i 44, un 19,7% de 45 a 60 i un 11,3% 65 anys o més.
L'edat mediana era de 34 anys. Per cada 100 dones de 18 o més anys hi havia 83,6 homes.
La renda mediana per habitatge era de 47.067 $ i la renda mediana per família de 53.917 $. Els homes tenien una renda mediana de 36.438 $ mentre que les dones 25.000 $. La renda per capita de la població era de 20.416 $. Aproximadament el 4% de les famílies i el 5,5% de la població estaven per davall del llindar de pobresa.

## Poblacions més properes
El següent diagrama mostra les poblacions més properes.